# ボーモント＝ウィルシャー (ポートランド)
オレゴン州ポートランド市北東部に位置するボーモント＝ウィルシャー（英: Beaumont-Wilshire、[ˈboʊmɒnt ˈwɪlʃər]）地区は、ダウンタウンやウィラメット川、カスケード山脈を眺望する「アラメダ・リッジ」の丘に位置する。アラメダ、コンコーディア、カリー、ローズシティパーク、グラントパークの諸地区に隣接する。北東フリーモント通りの北東33番街から北東55番街にかけての通称「ボーモント・ヴィレッジ」はボーモント＝ウィルシャー地区の中心街となっている。近郊には、商業地区「ハリウッド・ディストリクト」も徒歩圏内に所在する。
ボーモント＝ウィルシャー地区は、伝統ある地区として地元意識の強い住宅地・商業地となっている。実際には北東フリーモント通りを挟んで南部に位置する「ボーモント」と、北部に位置する「ウィルシャー」の2つの地区から構成されており、これら2地区は商業地「ボーモント・ヴィレッジ」を共有することからボーモント＝ウィルシャー地区協会を共同で設置している。

## 歴史
ボーモント地区が初めて計画されたのは、1910年である。元々は1907年に計画されたローズシティパーク地区の一部であった。更に遡るとジョセフ・バッケンストス（Joseph Backenstos）という人物が請求権を有していた土地で、1866年にはバッケンストスの寡婦に権利が移った。1890年頃に作成された初期の地図には、この地域を指してクルック・トラクト（Crook Tract）という名称が付けられている。ボーモントとはフランス語で「美しい山」を意味する。アラメダ・リッジの南側斜面は元々「ボーモント・ヒル」や「グラベル・ヒル」とも呼ばれ、現在のボーモント地区南部を北西から南西に貫く地域を指す。今日、アラメダ・リッジからはポートランド北西部とダウンタウンを一望できることから、ポートランド市内でも屈指の高価格住宅が存在する地域となっている。1911年に北東フリーモント通り南側の歩道と縁石が先に舗装され、通り全体が舗装されたのはそれから数年後のことだったと伝えられている。
ウィルシャー地区は、北東33番街と北東スキッドモア通りが交差する一帯として1921年に初めて計画された。地区内には「ウィルシャー公園」があり、14.83エーカー（6万平方メール）の土地に樹木や遊び場、ピクニック施設などが用意されている。1928年に北東フリーモント通り、北東プレスコット通り、北東42番街、北東52番街に囲まれた地域がポートランド市に編入されると、後にウィルシャー地区の東部として組み込まれた。

## 人口統計
1996年の国勢調査によれば、ボーモント＝ウィルシャー地区には持ち家の一世帯住宅が多く、人口は5,463人であった。北東フリーモント通りの南側では、ほとんどが1900年代初期に建てられた住宅となっており、チューダー様式、クラフツマン様式、バンガロー様式による住宅も存在する。フリーモント通りの北側では1900年代初期の古典様式による住宅も現存し、1950年以降に建てられた住宅も一部に存在する。

## ボーモント・ヴィレッジ
北東フリーモント通りの北東33番街と北東50番街に挟まれた地域は「ボーモント・ヴィレッジ」と呼ばれ、ボーモント＝ウィルシャー地区の中心街となっている。北東フリーモント通りでは、住宅、商業施設、企業、小売店舗などが混在している。その他、医療サービス、法務サービス、金融サービスなどを提供する専門オフィスも存在する。
毎年8月初頭には、ボーモント・ヴィレッジには「フリーモント・フェスト」が開催される。音楽ライブ、アーティスト、工芸家、路上販売、フェイスペイント、乗馬、子供用パレード等が催される。

## 教育
ボーモント中学校が、北東41番街と北東フリーモント通り沿いに存在する。1914年に創立した学校で、1926年には現在も使用されている2階建てのレンガ造りの校舎が完成した。